# Oměj pestrý
Oměj pestrý (Aconitum variegatum) je druh rostliny z čeledi pryskyřníkovité (Ranunculaceae).

## Popis
Jedná se asi o 30–200cm vysokou vytrvalou rostlinu s podzemním oddenkem a nepravidelně kulovitými bulvami. Lodyha je lysá, obvykle přímá. Listy jsou střídavé, dolní dlouze řapíkaté, horní až přisedlé. Čepele jsou v obrysu mnohoúhelníkovité, dlanitě členěné, pětisečné (řidčeji až sedmi), oboustranně lysé, nelesklé. Květy jsou nejčastěji modré barvy a jsou uspořádány do květenství, hroznu někdy s postranními hrozeny, květenství je lysé, na bázi květních stopek s listeny, na květních stopkách jsou pod květem listénce, květní stopky jsou lysé. Okvětních lístků je 5, nejčastěji sytě až světleji modrofialové, vzácně bílé nebo pestré, horní tvoří přilbu, která je kuželovitá až vakovitá, vysoce vyklenutá, asi 2x vyšší než široká. Kvete v červnu až v srpnu. Uvnitř jsou dva kornoutovité nektáriové lístky s nektárii, jsou rovné nebo jen zahnuté, lysé, ostruha je na konci hákovitě zahnutá. Tyčinek je mnoho. Semeníky jsou většinou 3, řidčeji 5. Plodem je měchýřek, měchýřky jsou uspořádány do souplodí. Počet chromozómů je 2n=16. Oměj pestrý je náš nejproměnlivější oměj, kdy variabilitu podmiňuje jak prostředí, tak i genetika.

## Taxonomie
Velmi variabilní druh a také taxonomický komplex, mimo ČR je rozlišováno více poddruhů a variet i další příbuzné druhy, jako Aconitum degenii a Aconitum pilipes.

## Rozšíření
Jedná se o evropský druh, roste ve střední Evropě na jih po Slovinsko a severní Itálii, na východ po východní Karpaty. V ČR se vyskytuje roztroušeně od nížin do subalpinského stupně, v nižších polohách často ve stinných roklích, v horských oblastech často roste v luzích podél vodních toků a ve vysokostébelných nivách.